# Dischidia boholensis
Dischidia boholensis är en oleanderväxtart som först beskrevs av Rudolf Schlechter, och fick sitt nu gällande namn av Livsh.. Dischidia boholensis ingår i släktet Dischidia och familjen oleanderväxter. Inga underarter finns listade i Catalogue of Life.